# Joan Pérez-Jorba
Joan Pérez-Jorba (en catalan Joan Pérez i Jorba), né à Barcelone en 1878 et mort à Voutenay-sur-Cure ou Paris en 1928, est un poète, critique littéraire et traducteur catalan.

## Biographie
Ayant quitté Barcelone en 1901, il rencontre Pierre Albert-Birot en 1917, et devient un collaborateur de la revue SIC. Il rencontre également Guillaume Apollinaire en 1918. Il est le fondateur de la revue franco-catalane L'Instant, qu'il dirige de sa fondation en juillet 1918 jusqu'en février 1919, dans le but de faire connaître en Catalogne les nouvelles avant-gardes françaises (en particulier le futurisme et Dada) et de faire connaître en Europe de jeunes artistes catalans.